# HD 223731
HD 223731，又名BD+76 934，SAO 10874、HR 9034，是一颗恒星，视星等为6.55，位于銀經119.66，銀緯15.11，其B1900.0坐标为赤經23h 47m 9.2s，赤緯+77° 15.11′ 45″。